# Бети Джоузеф
Бети Джоузеф (на английски: Betty Joseph) е британски психоаналитик, последователка на Мелани Клайн. Тя е особено известна с работата си по отношение на недостъпните пациенти (ограничени личности) и по оста „пренос-контрапренос“, която е най-централната част от теоретичния и клиничния ѝ подход.
Нейната работа е предмет на множество коментари и дискусии, особено във Франция, където нейните позиции често се цитират като пример от критиците на движението на Клайн.